# Người đàn bà yếu đuối
Người đàn bà yếu đuối là một bộ phim truyền hình được thực hiện bởi Hãng phim Truyền hình Thành phố Hồ Chí Minh, Đài Truyền hình Thành phố Hồ Chí Minh do Đinh Đức Liêm làm đạo diễn. Phim phát sóng lần đầu vào năm 2002 trên kênh HTV7.

## Nội dung
Người đàn bà yếu đuối nói về Ngọc, một cô gái thông minh, dễ thương và rất siêng năng. Khi còn cắp sách đến trường, Ngọc đã chứng tỏ được khả năng buôn bán của mình bằng cách mua cá ở vùng này rồi sang vùng khác bán và kiếm tiền chênh lệch. Tuy nhiên, ba của Ngọc không muốn con mình như vậy, ông muốn con mình thành đạt hơn, bay xa hơn nữa, muốn Ngọc làm nên sự nghiệp nhờ vào kiến thức. Tuy nhiên bất hạnh đã ập đến với gia đình Ngọc khi ba của cô từ giã cõi đời sau một vụ tai nạn. Lúc này gia đình Ngọc trở nên suy sụp do phải bồi thường một số tiền lớn cho gia đình ông Tư Hơn. Vì vậy khi Ngọc đang là một học sinh giỏi, nhưng vì lý do này mà cô đã phải khép lại ước mơ của mình để ở nhà giúp gia đình kiếm từng bữa cơm, manh áo. Sau đó hai gia đình xảy ra xung đột, hai bên ăn miếng trả miếng bằng bạo lực với nhau.
Quá mệt mỏi với hoàn cảnh hiện tại, Ngọc muốn tìm ra một lối thoát cho gia đình mình. Cô quyết định rời quê lên thành phố tìm việc và ở nơi đây cô gặp lại người bạn Lệ của mình. Chồng của Lệ là một người đàn ông lớn tuổi nhưng lại giàu có. Nhưng rồi ý định giúp đỡ bạn mình của Lệ đã không được chồng đồng ý, thế là Ngọc lại phải ra đi. Cô đi tìm việc làm cho mình, thế nhưng ở nơi thành phố đầy rẫy cạm bẫy này, cô đã bị lừa và bị bán vào một ổ mại dâm. Tuy nhiên, may mắn cho Ngọc là nhờ mọi người được tin nên cuối cùng họ đã kịp thời giải thoát cho cô khỏi nơi đây.
Thời gian trôi mau, sau nhiều biến cố, Ngọc đã tổ chức đám cưới với một người đàn ông tên Phát, họ cùng nhau làm ăn kinh doanh, công việc, cơ ngơi ngày một phát đạt. Thế nhưng những người khác thấy vậy sinh ghen tị và tìm đủ mọi cách hòng chia rẽ họ...

## Diễn viên
- Trần Kim Ngân trong vai Ngọc[5]
- NSƯT Trương Minh Quốc Thái trong vai Phát[6]
- Kim Khánh trong vai Lệ
- NSND Minh Đức trong vai Bà Lợi
- NSƯT Lân Bích trong vai Quảng[7]
- NSƯT Xuân Va trong vai Bà Bảy
- NSƯT Mỹ Uyên trong vai Thọ
- Nguyễn Hậu trong vai Mười Đâu
- Chi Bảo trong vai Bá
- Nguyễn Phương Điền trong vai Tám
- Tiểu Phụng trong vai Lộc
- Trung Dũng trong vai Dũng
- Chu Thiện trong vai Đại
- Võ Ngọc Hà trong vai Liễu
- Bùi Ngọc Thảo trong vai Sáng "lơ xe"[8]

Và một số diễn viên khác...

## Ca khúc trong phim
Bài hát trong phim là ca khúc "Người đàn bà yếu đuối" do Nguyễn Đức Trung sáng tác và Cẩm Vân thể hiện.

## Giải thưởng
| Năm  | Giải thưởng   | Hạng mục                             | (Người) đề cử         | Kết quả   | Tham khảo |
| ---- | ------------- | ------------------------------------ | --------------------- | --------- | --------- |
| 2002 | Giải Mai Vàng | Nam diễn viên Điện ảnh - Truyền hình | Trương Minh Quốc Thái | Đoạt giải | [ 9 ]     |